# Women’s Murder Club
Women’s Murder Club ist eine US-amerikanische Krimiserie des Senders ABC, welche auf der gleichnamigen Romanreihe des Autors James Patterson basiert. In den Hauptrollen sind Angie Harmon, Laura Harris, Paula Newsome und Aubrey Dollar als vier Freundinnen zu sehen, die gemeinsam Mordfälle aufklären.
In Deutschland strahlt der Sender VOX die Serie seit dem 4. Juni 2014 aus.

## Handlung
Die Serie handelt von den vier Freundinnen Lindsay Boxer, Jill Bernhardt, Claire Washburn und Cindy Thomas. Lindsay arbeitet bei der Polizei, Jill ist Staatsanwältin, Claire ist Gerichtsmedizinerin und Cindy ist als Journalistin tätig. Zusammen versuchen die vier Mordfälle aufzuklären. Dabei kommen ihnen Lindsays Fähigkeit zum Lesen von Tatorten, Cindys Fotografisches Gedächtnis, Claires Talent zum Finden von kleinsten Spuren und Jills Voraussicht zugute. Sie helfen sich darüber hinaus auch noch gegenseitig in ihrem Privatleben.

## Produktion und Ausstrahlung
Im September 2006 gab ABC ein Drehbuch zur Serie in Auftrag. Im Mai 2007 bestellte der Sender eine Pilotfolge zur Serie. Ausstrahlungsbeginn der Serie war am 12. Oktober 2007. Bereits am 31. Oktober 2007 bestellte ABC drei weitere Folgen der Serie. Auf Grund des Autorenstreiks 2007/2008 wurden jedoch letztendlich nur 13 der georderten 16 Episoden produziert. Diese drei zusätzlichen Episoden wurden vom 29. April bis zum 13. Mai 2008 gezeigt. Im Mai 2008 stellte ABC die Produktion der Serie nach der ersten Staffel ein.
Der Sender VOX strahlt die Serie seit dem 4. Juni 2014 immer Mittwochs abends aus.

## Besetzung und Synchronisation
Die deutsche Synchronisation entsteht nach einem Dialogbuch von Gerrit Schmidt-Foß und unter der Dialogregie von Engelbert von Nordhausen durch die Synchronfirma Interopa Film GmbH in Berlin.
| Rolle               | Schauspieler         | Hauptrolle (Episode) | Nebenrolle (Episode) | Synchronsprecher       |
| ------------------- | -------------------- | -------------------- | -------------------- | ---------------------- |
| Lindsay Boxer       | Angie Harmon         | 1–13                 |                      | Tanja Geke             |
| Jill Bernhardt      | Laura Harris         | 1–13                 |                      | Victoria Sturm         |
| Dr. Claire Washburn | Paula Newsome        | 1–13                 |                      | Martina Treger         |
| Cindy Thomas        | Aubrey Dollar        | 1–13                 |                      | Nicole Hannak          |
| Warren Jacobi       | Tyrees Allen         | 1–13                 |                      | Wolfgang Wagner        |
| Tom Hogan           | Rob Estes            | 1–13                 |                      | Frank Röth             |
| Denise Kwon         | Linda Park           | 2–10, 12             |                      | Sonja Spuhl            |
| Luke Bowen          | Coby Ryan McLaughlin |                      | 1–2, 4–7, 9          | Bernhard Völger        |
| Hanson North        | Kyle Secor           |                      | 1–2, 6–7, 9          | Peter Flechtner        |
| Ed Washburn         | Jonathan Adams       |                      | 1–3, 9, 11           | Tilo Schmitz           |
| Heather Hogan       | Ever Carradine       |                      | 2, 6, 8–10           | Bettina von Nordhausen |
| Pete Raynor         | Joel Gretsch         |                      | 11–13                | Tobias Kluckert        |

## Episodenliste
| Nr. | Deutscher Titel        | Originaltitel                               | Erstausstrahlung USA | Deutschsprachige Erstausstrahlung (D) | Regie                 | Drehbuch                                                                                   |
| --- | ---------------------- | ------------------------------------------- | -------------------- | ------------------------------------- | --------------------- | ------------------------------------------------------------------------------------------ |
| 0   | —                      | Pilot                                       | —                    | —                                     | Scott Winant          | Elizabeth Craft & Sarah Fain                                                               |
| 1   | Aufprall               | Welcome to the Club                         | 12. Okt. 2007        | 4. Juni 2014                          | Greg Yaitanes         | Elizabeth Craft & Sarah Fain                                                               |
| 2   | Kein feiner Zug        | Train In Vain                               | 19. Okt. 2007        | 11. Juni 2014                         | Michael Fields        | Barbara Hall                                                                               |
| 3   | Tot in jeder Beziehung | Blind Dates and Bleeding Hearts             | 26. Okt. 2007        | 18. Juni 2014                         | Sarah Pia Anderson    | Gretchen J. Berg & Aaron Harberts                                                          |
| 4   | Graue Kuriere          | Grannies, Guns, and Love Mints              | 2. Nov. 2007         | 25. Juni 2014                         | Rick Wallace          | R. Scott Gemmill                                                                           |
| 5   | Andere Umstände        | Maybe, Baby                                 | 9. Nov. 2007         | 2. Juli 2014                          | Skipp Sudduth         | Matt Witten                                                                                |
| 6   | Böses Foul             | Play Through the Pain                       | 15. Nov. 2007        | 9. Juli 2014                          | Tawnia McKiernan      | Sherry Carnes                                                                              |
| 7   | Der Sündenbock         | The Past Comes Back to Haunt You            | 16. Nov. 2007        | 16. Juli 2014                         | Brian Spicer          | Melinda Hsu                                                                                |
| 8   | Hexenwerk              | No Opportunity Necessary                    | 23. Nov. 2007        | 23. Juli 2014                         | Rick Wallace          | Nichelle D. Tramble                                                                        |
| 9   | Letzter Auftritt       | To Drag & To Hold                           | 7. Dez. 2007         | 30. Juli 2014                         | Mel Damski            | Gretchen J. Berg & Aaron Harberts                                                          |
| 10  | Etikettenschwindel     | FBI Guy                                     | 4. Jan. 2008         | 6. Aug. 2014                          | Michael Schultz       | Elizabeth Craft & Sarah Fain                                                               |
| 11  | Undercover             | Father’s Day                                | 29. Apr. 2008        | 13. Aug. 2014                         | Félix Enríquez Alcalá | Handlung: Robert Nathan & Tom Postiglione Schauspiel: Sonny Postiglione & Tom Szentgyorgyi |
| 12  | Schuld und Sühne       | And the Truth Will (Sometimes) Set You Free | 6. Mai 2008          | 20. Aug. 2014                         | Matthew Penn          | Handlung: Melinda Hsu & Robert Nathan Schauspiel: Melinda Hsu & Sherry Carnes              |
| 13  | Sag kein Wort          | Never Tell                                  | 13. Mai 2008         | 27. Aug. 2014                         | Brad Turner           | Handlung: Robert Nathan & Matt Witten Schauspiel: Matt Witten & Nichelle D. Tramble        |